# グアレーネ
グアレーネ（伊: Guarene）は、イタリア共和国ピエモンテ州クーネオ県にある、人口約3,600人の基礎自治体（コムーネ）。

## 地理

### 位置・広がり

#### 隣接コムーネ
隣接するコムーネは以下の通り。
- アルバ
- バルバレスコ
- カスタニート
- コルネリアーノ・ダルバ
- ピオーベジ・ダルバ
- ヴェッツァ・ダルバ

#### 地震分類
イタリアの地震リスク階級 (it) では、4 
に分類される。

## 行政

### 分離集落
グアレーネには、以下の分離集落（フラツィオーネ）がある。
- Bassi, Biano, Castelrotto, Curato, Montebello, Montebello Pometto, Osteria, Piove, Pometto, Sotteri, Vaccheria